# Hangcsou–Ningpo nagysebességű vasútvonal
A Hangcsou–Ningpo nagysebességű vasútvonal  (egyszerűsített kínai írással: 杭甬客运专线; pinjin: Háng–Yǒng kèyùn zhuān xiàn) egy kétvágányú, 25 kV 50 Hz-cel villamosított nagysebességű vasútvonal Kínában Hangcsou és Ningpo között. Teljes hossza 150 km. Az építkezés 2012 júniusában fejeződött volna be a tervek szerint, ám több csúszás után végül 2013. június 30-n nyílt meg. A megengedett legnagyobb sebesség 350 km/h. A projekt költsége 127,86 milliárd kínai jüan volt. A vonal része az 1745 km hosszú Hangcsou–Fucsou–Sencsen nagysebességű vasútvonalnak.